# Georg Köhler
Georg Köhler (Dresda, 1º febbraio 1900 – Dresda, 27 gennaio 1972) è stato un calciatore tedesco, di ruolo centrocampista.

## Carriera

### Nazionale
Ha collezionato 5 presenze con la propria nazionale.

## Palmarès

### Allenatore

#### Competizioni nazionali
- Coppa di Germania: 2

Dresdner FC: 1940, 1941
- Supercoppa di Germania: 1

Dresden FC: 1940